# Sankt Bendts Kirke

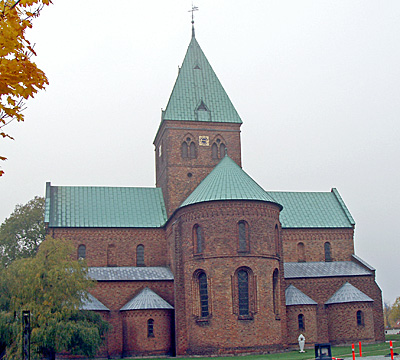
Sankt Bendts Kirke från öster

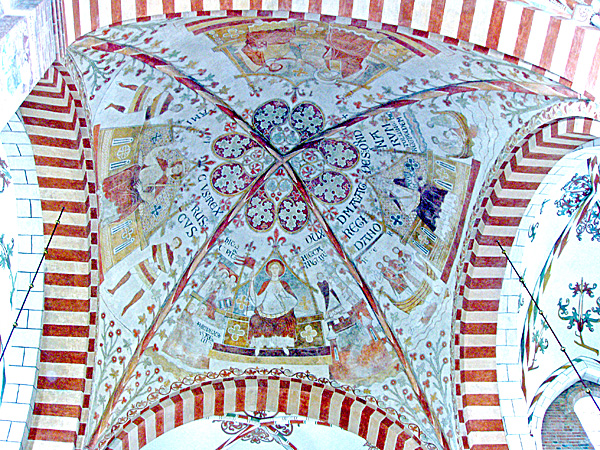
Kyrkan hade ursprungligen ett platt innertak av trä. Men efter en brand 1241, som var så våldsam, at kyrkan kunde öppnas först år 1268, blev valven här uppförda med dessa praktfulla kalkmålningar

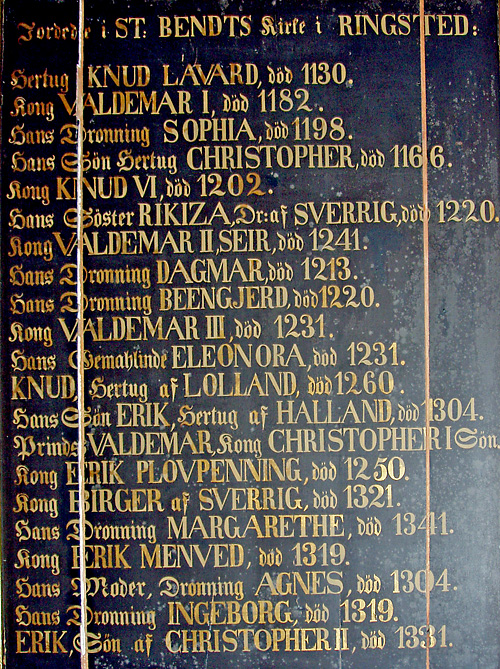
Sankt Bendts Kirke var fram till mitten av 1300-talet den främsta gravkyrkan för medlemmar av det danska kungahuset. På denna tavla, som hänger i kyrkan, ses en lista över de kungliga som har sina gravar här.

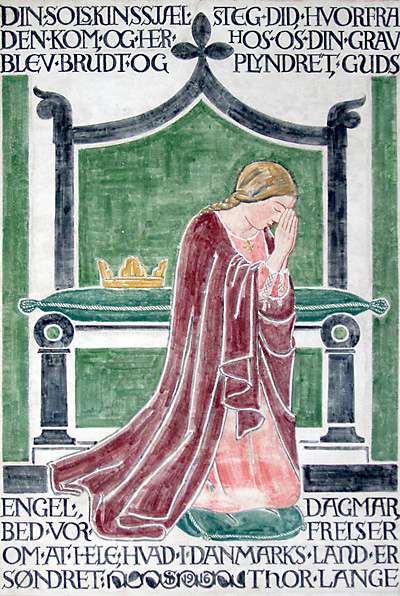
Minnetavla i kyrkan över drottning Dagmar, en av de kungliga som begravts i kyrkan

Sankt Bendts Kirke är en kyrka mitt i staden Ringsted, som ligger mitt på Själland i Danmark. Kyrkan invigdes 1170 och helgades åt benediktinordens grundare Benedikt av Nursia, eftersom kyrkan då hörde till ett benediktinerkloster. Därav namnet Sankt Bendts, som motsvarar det svenska namnet Bengt, som också är en variant av Benedictus. Idag tillhör kyrkan Roskilde stift i den danska folkkyrkan.

## Utseende och byggnadsstil
Kyrkan är en korskyrka med centraltorn och är i huvudsak byggd i romansk stil i tegel (tegelsorten på danska kallad munkesten). Dessutom finns vissa inslag av en övergångsstil, det vill säga det finns gotiska inslag och det syns i valven och på tornet (med spetsbågar). Denna övergångsstil liknar arkitekturen hos Roskilde domkyrka som också har gotiska inslag i valv och torn och som också ligger på Själland. Vissa likheter finns också med Vor Frue Kirke i Kalundborg på Själland, som invigdes samma år, år 1170. Den kyrkan är också byggd i tegel i romansk stil i övergångsstil med spetsbågeformationer och har liksom Sankt Bendts Kirke mittorn (och dessutom fyra sidotorn). I artikeln om Bjernede Kirke finns en teori om att denna stil i tegel var ett mode i Danmark och vissa delar av Tyskland. Liksom hos andra romanska kyrkor har kyrkan vidare en stor absid i öster och också flera mindre absider för sidokapell och helgonaltare. Att kyrkan har centraltorn är också rätt typiskt för romansk stil, som brukar manifesteras av att kyrkorna har ett flertal torn över hela kyrkan, till exempel den nämnda Vor Frue Kirke i Kalundborg, liksom klosterkyrkan i Maria Laach, domen i Mainz, Speyers domkyrka, Bonner Münster i Bonn, Sankt Martinskirche i Köln med flera.

## Historia
Kyrkobyggnaden utgjorde ursprungligen den norra delen av Ringsteds kloster (danska: Ringsted Kloster), som alltså hörde till Benediktinerorden. Detta kloster var en filial till klostret i Odense.
Den första kyrkan, den nuvarandes föregångare, uppfördes i kalkstenssorten travertin omkring 1080. Valdemar den store stod bakom uppförandet av den nuvarande kyrkan som invigdes 1170 och som var en av de första tegelbyggnaderna i Nordeuropa. Den blev invigd med en stor fest, som samtidigt markerade kanoniseringen af Knut Lavard och den tidigarelagda kröningen av Valdemars son, den senare kungen Knut VI.
Åren 1584–1805 hölls landsting regelbundet i kyrkan, det så kallade Sjællandsfar Landsting.

## Bildgalleri

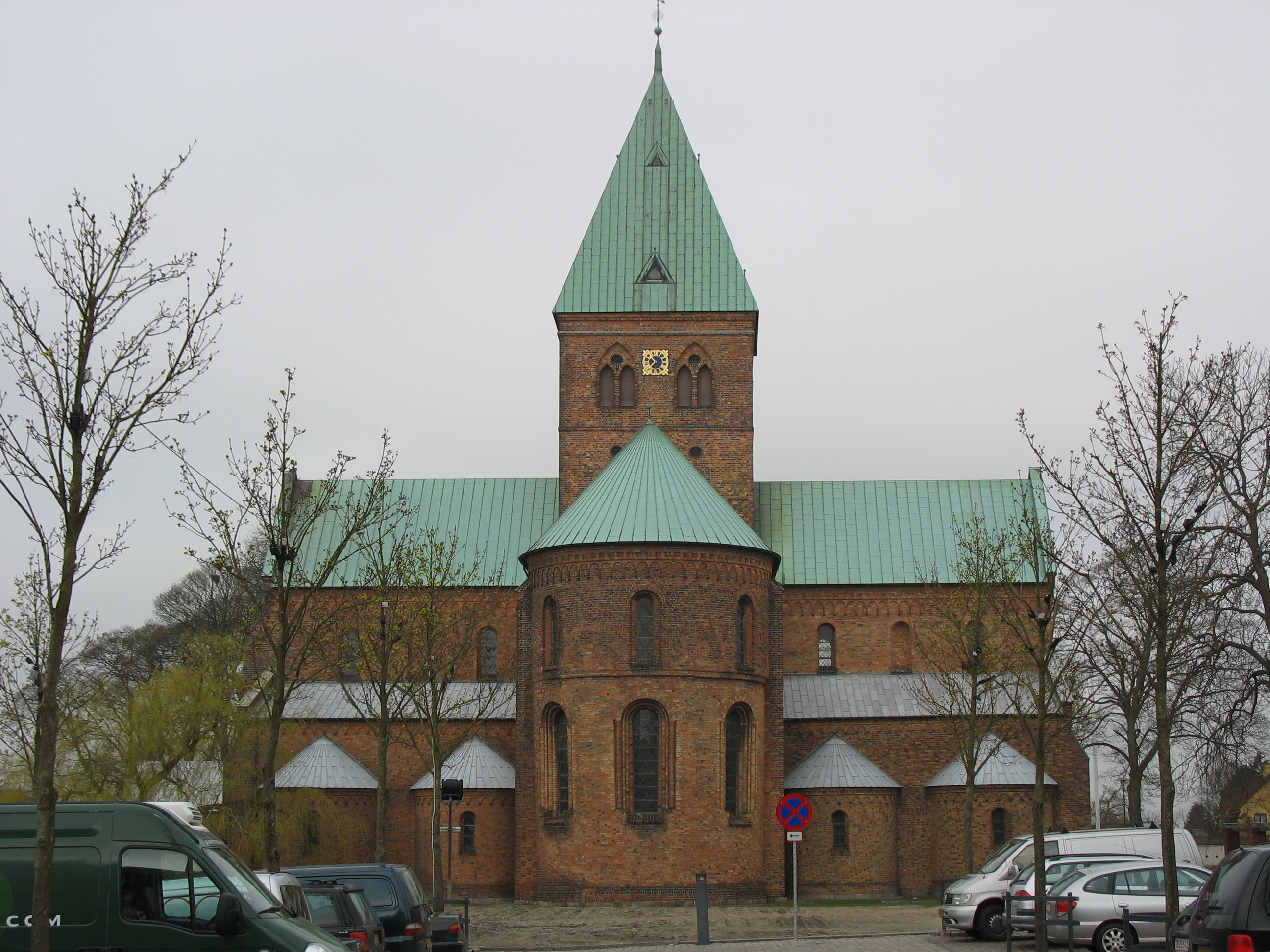
Ytterligare en bild på kyrkan från öster
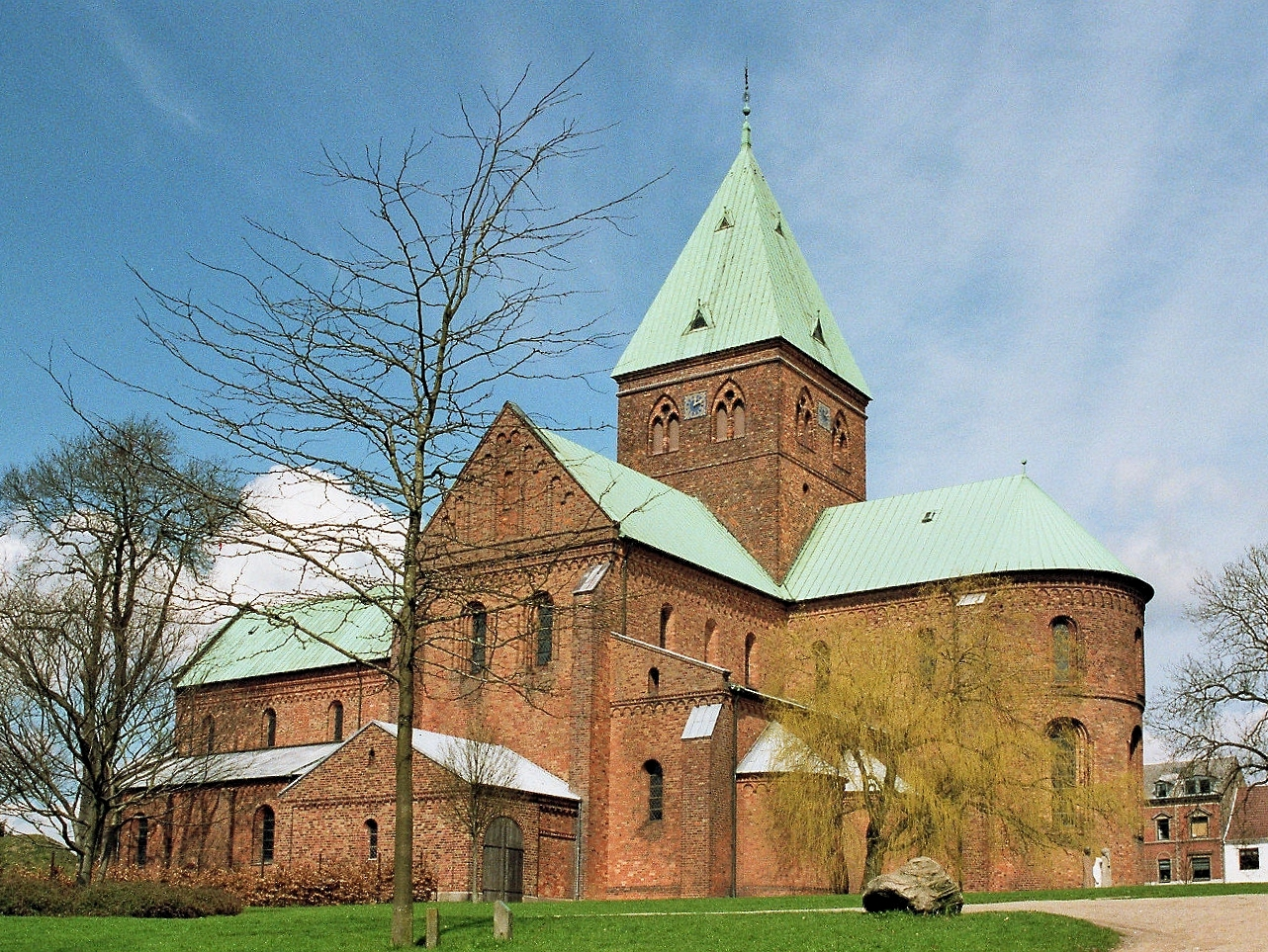
Kyrkan sedd från sydöst
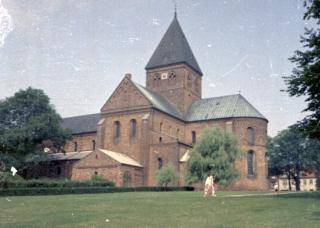
Ytterligare en bild över kyrkan sedd från sydöst
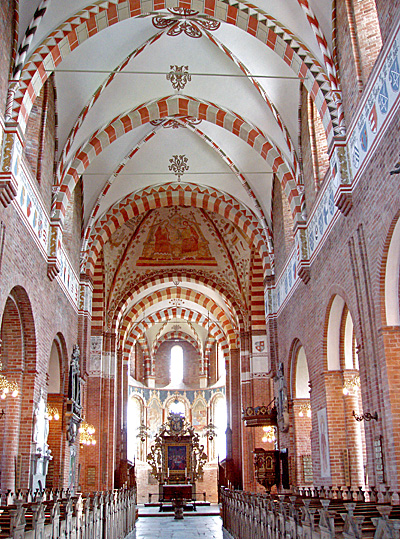
Interiör
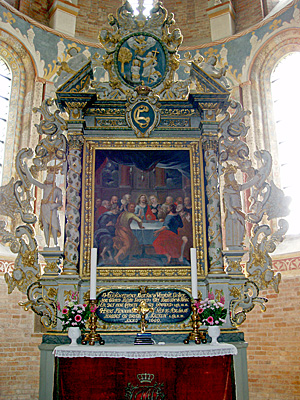
Altartavla
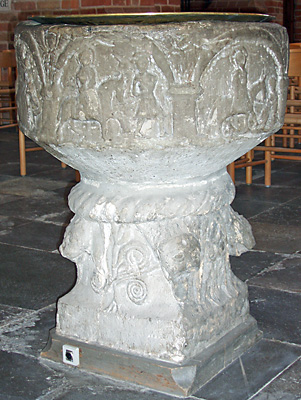
Dopfunt
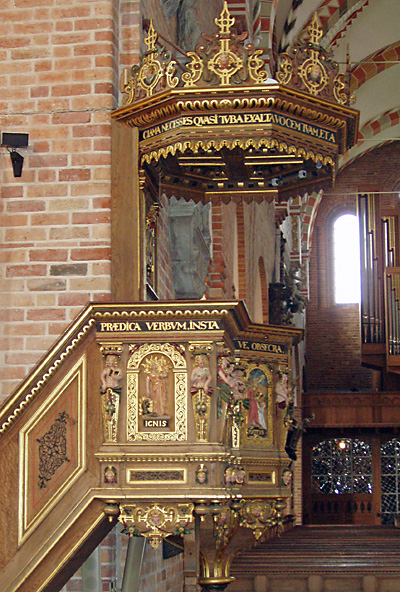
Predikstol
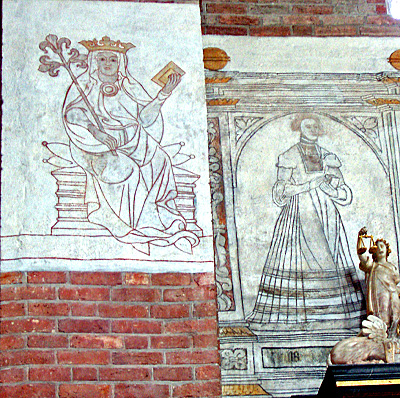
Kalkmålningar
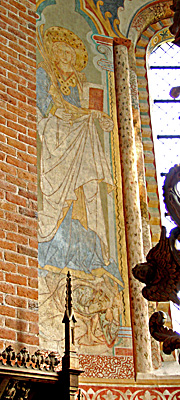
Ytterligare kalkmåleri